# AZS Politechnika Pocztowiec Poznań
AZS Politechnika Poznańska – wielosekcyjny (hokej na trawie, szachy, rekreacja) klub akademickiego związku sportowego Politechniki Poznańskiej.

## Historia
Pocztowiec Poznań powstał w 1932 roku z inicjatywy pracowników poczty i telekomunikacji; przez lata uprawiano w klubie liczne dyscypliny sportowe: piłkę nożną, rugby, piłkę ręczną, koszykówkę, siatkówkę, boks, lekkoatletykę, kolarstwo, tenis, gimnastykę, strzelectwo, łucznictwo, łyżwiarstwo, narciarstwo, pływanie, kajakarstwo, wioślarstwo, żeglarstwo, sporty motorowodne i inne, jednak po zmianie systemowej zlikwidowano większość sekcji.
Największe sukcesy klub odnosił w kajakarstwie, gdzie w latach 1948–1950 świętowano zdobycie przez kajakarzy „Pocztowca” pięciu tytułów Mistrzów Polski i kilku tytułów wicemistrzowskich oraz żeglarstwie.
Początki sekcji hokeja na trawie to koniec 1975 roku, kiedy to podpisano umowę o przejęciu przez KS Pocztowiec sekcji hokeja na trawie od Wojskowego Klubu Sportowego „Grunwald”, który po reaktywowaniu drużyny po kilkunastu sezonach stał się jednym z głównych rywali Pocztowca w rywalizacji na arenie krajowej.
Pierwszy mecz w I lidze hokeja na trawie „Pocztowiec” rozegrał w dniu 10 kwietnia 1976. Od 1977 klub uczestniczy także w rozgrywkach halowych. W tym okresie „Pocztowiec” zdobywał dwanaście razy tytuł Mistrza Polski i szesnaście tytułów wicemistrzowskich. W rozgrywkach halowych wywalczył piętnastokrotnie tytuł Mistrza Polski i sześć razy tytuł wicemistrzowski.
Od roku 1992 „Pocztowiec” gra także w europejskich pucharach. Na boiskach otwartych wywalczył w 1999 roku brązowy medal w finałach Pucharu Europejskich Zdobywców Pucharów, ponadto pięciokrotnie zajmując czwarte miejsca i trzykrotnie piąte miejsca w finałach PEMK i PEZP. Jeszcze więcej sukcesów odniósł „Pocztowiec” w Halowym Pucharze Europy, zdobywając ten puchar dwukrotnie – w 2003 i 2007 roku. Ponadto w finałach HPE Klub zdobywał trzykrotnie srebrne medale oraz dwukrotnie brązowe medale.
Najbardziej utytułowani hokeiści popularnej „Poczty” to Rafał Grotowski, Dariusz Małecki, Zbigniew Juszczak, Dariusz Rachwalski czy Tomasz Górny. Trenerem drużyny seniorów jest Zbigniew Rachwalski. 
Od 1999 Pocztowiec posiada także sekcję kobiet. Najbardziej utytułowaną zawodniczką reprezentującą barwy klubu jest pochodząca z Nysy, Marlena Rybacha wybrana najlepszą zawodniczką Halowych Mistrzostw Świata do lat 21, które w 2007 rozegrano w Wiedniu. Trenerem drużyny kobiet jest Andrzej Tomczak.
Ważnym momentem w historii klubu było wybudowanie boiska ze sztuczną nawierzchnią na obiekcie przy ulicy Przystań 1, gdzie znajduje się siedziba poznańskiego zespołu. Do tego momentu wielokrotni mistrzowie kraju zmuszeni byli do korzystania z boiska poznańskiego AWFu.
22 marca 2012 Walne Zgromadzenie Delegatów klubu Pocztowiec Poznań rozwiązało klub i przekazało jego dorobek Politechnice Poznańskiej.

## Hokej na trawie
- Prezes:
- Kierownik sekcji:
- Trener drużyny: Zbigniew Rachwalski
- Kierownik drużyny: Jacek Zwierzchowski

- 12 razy Mistrz Polski na trawie: 2007, 2006, 2005, 2004, 1998, 1995, 1991, 1988, 1983, 1982, 1981, 1979
- 15 razy Mistrz Polski w hali : 2009, 2008, 2007, 2006, 2005, 2004, 2002, 2000, 1999, 1998, 1997, 1996, 1995, 1994, 1981
- Halowy Puchar Europy: 1. miejsce - 2003, 2007; 2. miejsce - 2001, 2005, 2006, 2008; 3. miejsce - 1998
- Puchar Zdobywców Pucharów: 3. miejsce - 1999

## Szachy
- sześciokrotny medalista drużynowych mistrzostw Polski: dwukrotnie złoty (1985, 1988) oraz czterokrotnie brązowy (1969, 1971, 1998, 2001)
- piętnastokrotny medalista drużynowych mistrzostw Polski w szachach błyskawicznych
- sześciokrotny medalista drużynowych mistrzostw Polski kobiet w szachach błyskawicznych
- wyróżniający się zawodnicy: Włodzimierz Schmidt (arcymistrz, siedmiokrotny mistrz Polski, czternastokrotny olimpijczyk), Klaudiusz Urban (mistrz międzynarodowy, mistrz Polski 1996, trzykrotny olimpijczyk), Ignacy Nowak (mistrz FIDE, mistrz Polski 1985), Paweł Stempin (mistrz międzynarodowy, dwukrotny olimpijczyk)